# Unna
Unna é uma cidade da Alemanha localizada no distrito de Unna, região administrativa de Arnsberg, estado de Renânia do Norte-Vestfália. Tem uma população de mais de 67.000 pessoas.

## Geografia
Unna encontra-se numa antiga rota de comércio do sal, o caminho Hellweg. Esta rota comercial ligava a sítios tão longínquos como Londres. Encontra-se a uns 8km a Este do centro de Dortmund.

## Bairros e localidades
- Unna (centro da cidade)
- Massen
- Königsborn
- Uelzen
- Mühlhausen
- Lünern
- Stockum
- Westhemmerde
- Billmerich
- Hemmerde
- Afferde
- Siddinghausen
- Kessebüren

## Cidades irmãs
- Waalwijk, Países Baixos
- Palaiseau, França
- Döbeln, Alemanha
- Ajka, Hungria
- Pisa, Itália
- Kirklees, Reino Unido